# خلیله سرا (آستارا)
خلیله‌سرا، روستایی از توابع بخش لوندویل شهرستان آستارا در استان گیلان ایران است.

## جمعیت
این روستا در دهستان چلوند قرار دارد و براساس سرشماری مرکز آمار ایران در سال ۱۳۸۵، جمعیت آن ۲۸۷ نفر (۶۴خانوار) بوده‌است.